# Wyspy Kai
Wyspy Kai lub Kei (indonez. Kepulauan Kai) – archipelag w Indonezji we wschodniej części morza Banda; wchodzi w skład prowincji Moluki; powierzchnia 1438 km²; ok. 130 tys. mieszkańców.
Największe wyspy: Kai Besar, Kai Kecil. U wybrzeży wysp występują rafy koralowe. Powierzchnia nizinna, porośnięta lasem równikowym.
Uprawa palmy kokosowej, sagowca; eksploatacja lasów; rybołówstwo; połów żółwi szylkretowych.
Główne miasto: Tual (na wyspie Kai Kecil, 42 tys. mieszkańców w 2010).
Mieszkańcy wysp posługują się językami: kei, banda, teor-kur. W użyciu jest także lokalny malajski (wywodzący się z odmiany wyspy Ambon).